# Juan Eduardo David Posada
Juan Eduardo David Posada (nacido en Sitiecito, Las Villas, el 25 de abril de 1911 y fallecido en La Habana el 8 de agosto de 1981) es un artista y humorista gráfico cubano. Durante su carrera destacó en las disciplinas de dibujo humorístico, pintura e ilustración.

## Exposiciones Personales
Entre sus exposiciones personales se encuentran en 1931 Estudio "Fotografía Santiago", Cienfuegos, Cuba. En 1937 Exposición "David", Lyceum, La Habana. En 1949 "Lake Success", ONU, Nueva York, EE. UU. En 1962 "David: Dibujos y Caricaturas". Galería de La Habana. En 1978, "40 Caricaturas y algunas intromisiones". Galería de La Habana. En 1981 "Exposición Homenaje. 70 Aniversario. Juan David". Galería Habana y en el 2002 "Juan David: La realidad trascendida". Museo Nacional de Bellas Artes, La Habana, Cuba.

## Exposiciones Colectivas
Al realizar una selección de sus exposiciones colectivas podemos mencionar en 1939," XI Salón de Humoristas. Círculo de Bellas Artes", La Habana. En 1948 "Arte Cubano Contemporáneo". Escuela Nacional de Bellas Artes, Tegucigalpa, Honduras. En 1955 Sala Permanente de Artes Plásticas de Cuba "Sala Torriente". "La caricatura en Cuba". Museo Nacional de Bellas Artes, La Habana. En 1968 "Pittura Cubana Oggi", Istituto Italo Latinoamericano, Piazza Marconi, Roma, Italia. En 1970, "Salón 70", Museo Nacional de Bellas Artes, La Habana. En 1994 "Nuevas Adquisiciones". Museo Nacional de Bellas Artes, La Habana, CUBA.

## Premios
A lo largo de su carrera ha logrado los siguientes premios, en 1939 Premio. "XI Salón de Humoristas. Círculo de Bellas Artes", La Habana. En 1950 "Primer Premio Caricatura Personal. XVI Salón de Humoristas". La Habana. En 1950 Segundo Premio Dibujo Humorístico. XVI Salón de Humoristas, La Habana. En 1955 "Primer Premio en Caricatura. XXI Salón de Humoristas". Museo Nacional de Bellas Artes, La Habana, Cuba.

## Coleccioness
Su obra forma parte de las colecciones del "Museo del Humor", San Antonio de los Baños, La Habana y del Museo Nacional de Bellas Artes, La Habana, Cuba.
- Datos: Q6299662